# Хаузен ам Бусен
Хаузен ам Бусен (њем. Hausen am Bussen) општина је у њемачкој савезној држави Баден-Виртемберг. Једно је од 55 општинских средишта округа Алб-Донау-Крајс. Према процјени из 2010. у општини је живјело 304 становника. Посједује регионалну шифру (AGS) 8425055.

## Географски и демографски подаци
Хаузен ам Бусен се налази у савезној држави Баден-Виртемберг у округу Алб-Донау-Крајс. Општина се налази на надморској висини од 532 метра. Површина општине износи 3,5 km². У самом мјесту је, према процјени из 2010. године, живјело 304 становника. Просјечна густина становништва износи 86 становника/km².

## Међународна сарадња
| Мјесто | Држава    | Врста сарадње | Од    |
| ------ | --------- | ------------- | ----- |
|        | Француска | партнерство   | 1987. |
| Извор  |           |               |       |